# Erinnerungsmedaille an den italienisch-österreichischen Krieg

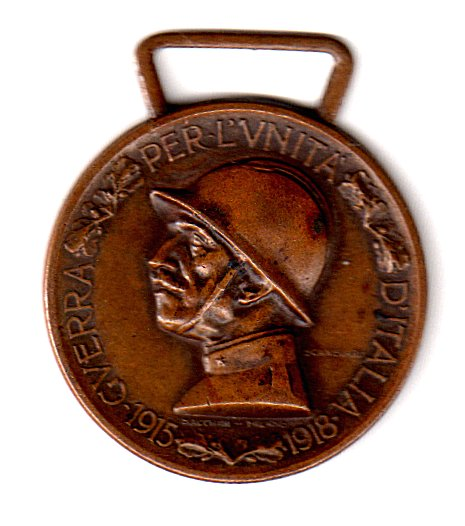
Avers

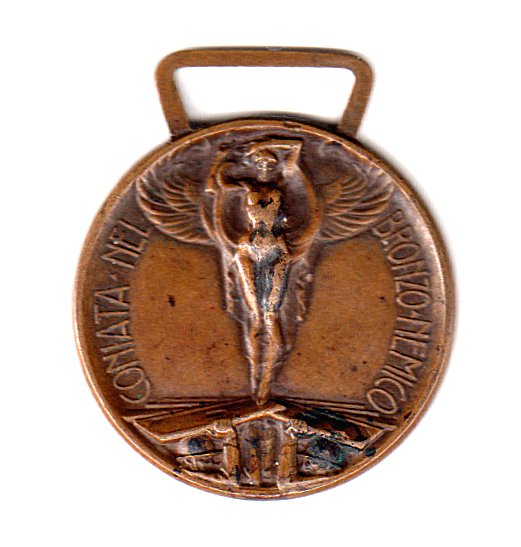
Revers

Bandschnalle

Die Erinnerungsmedaille an den italienisch-österreichischen Krieg (italienisch Medaglia commemorativa della guerra italo-austriaca) wurde am 29. Juli 1920 per Dekret 1241/20 durch König Viktor Emanuel III. in einer Stufe gestiftet und konnte an all jene Angehörigen der Italienischen Streitkräfte verliehen werden, die im Zuge des Ersten Weltkriegs am Krieg gegen Österreich-Ungarn, u. a. im Gebirgskrieg in der Zeit vom 24. Mai 1915 bis 4. November 1918 beteiligt waren. Die Gesamtverleihungszahl belief sich auf ca. 1,8 Millionen.

## Aussehen und Trageweise
Die aus der Bronze erbeuteter Kanonen gefertigte runde Medaille hat einen Durchmesser von 31 mm und zeigt auf ihrem Avers die nach rechts  blickende Kopfbüste des Stifters in Soldatenuniform und Stahlhelm. Umschlossen wird diese Darstellung von der Umschrift GVERRA PER L´VNITA D´ITALIA 1915 1918 (Krieg für die Einigkeit Italiens 1915 1918). Das Revers zeigt die geflügelte Göttin Italia, die auf durch Soldaten emporgehaltenen Schilden steht. Links und rechts der Figur ist die Umschrift CONIATA NEL BRONZO NEMICO (Geprägt in Bronze des Feindes) zu lesen.
Getragen wurde die Medaille an der linken oberen Brustseite des Beliehenen an einem sich wiederholenden sechsmaligen grün-weiß-roten Band. Beliehene, die weniger als ein Jahr im Kampf gestanden hatten, erhielten das Band ohne Auflagen. Teilnehmer von mindestens einem Jahr erhielten eine Lorbeerspange mit der mittig aufgeprägten Jahreszahl 1915, bei zwei Kriegsjahren die Spangen 1915 und 1916 und bei Teilnahme in allen vier Kriegsjahren die Spangen bis 1918, die alle übereinander getragen wurden. Es sind auch Spangen mit der Aufschrift Albania 1919 und Albania 1920 bekannt.
Mit Dekret wurde 1923 von allerhöchster Stelle bestimmt, dass die Medaille auch an das Personal der italienischen Handelsschifffahrt sowie der Eisenbahngesellschaft verliehen werden konnte, denen zuvor schon 1918 ein Band gestiftet worden war. Im Ergebnis entstanden so die Verdienstmedaille für das Personal der Handelsschiffahrt sowie die Verdienstmedaille für das Personal der Eisenbahngesellschaft.